# Eduardo Beilinson
Eduardo Federico Beilinson, conhecido popularmente como Skay Beilinson (Buenos Aires, 15 de janeiro de 1952) é um guitarrista, cantor e compositor argentino, considerado como um grande expoente do rock de seu país. É reconhecido por ter sido membro fundador da reconhecida banda argentina Patricio Rey y sus Redonditos de Ricota.

## Discografia
- A Través del Mar de los Sargazos (2002)
- Talismán (2004)
- La Marca de Caín (2007)
- ¿Dónde Vas? (2010)
- La Luna Hueca (2013)
- El Engranaje de Cristal (2016)
- En el Corazón del Laberinto (2019)